# TVP Rozrywka
TVP Rozrywka — развлекательный телеканал Польского телевидения, начавший вещание 15 апреля 2013. Специализируется на показе музыкальных передач и телевизионных игр.

## История
Планы по запуску развлекательного телеканала у Польского телевидения были очень давно: предварительный запуск канала под названием TVP Rozrywka должен был состояться 1 января 2007, но в итоге был исключён из планов корпорации. 21 ноября 2012 телеканал получил долгожданную лицензию на вещание вместе с новым каналом TVP Dokument, а запуск в итоге состоялся 15 апреля 2013 в 6:00.
Телеканал находится в 3-м мультиплексе цифрового телевещания Польши, доступен абонентам платформ Cyfrowy Polsat и nc+. С 2014 года вещает его международная версия TVP Rozrywka International.

## Некоторые передачи
- Ale mądrale!
- Boso przez świat
- Co nam w duszy gra?
- Czar Par
- Dzieciaki górą!
- Dzięki Bogu już weekend
- Familiada
- Jaka to melodia?
- Jeden z dziesięciu
- Kabaretowy Klub Dwójki
- Kabaretowa Mapa Polski
- Kocham to, co lubię
- Makłowicz w podróży
- Mój pierwszy raz
- Niezapomniane Koncerty
- Najlepszy z najlepszych
- Od przedszkola do Opola
- Okrasa łamie przepisy
- Podróże z żartem
- Postaw na milion
- Rozrywka Retro
- Smaki czasu z Karolem Okrasą
- Studio Gama
- Śmiechu warte
- Śpiewające fortepiany
- Szansa na sukces
- Tele PRLe
- Tele Milenium
- The Voice of Poland
- Tylko jeden skecz
- Tylko Ty
- Wideoteka dorosłego człowieka
- W rytmie disco
- Z archiwum kabaretu Tey, czyli RetroTEYada
- Życie od kuchni